# Ghosts of Mars
Pour plus de détails, voir Fiche technique et Distribution.
Ghosts of Mars est un film de science-fiction américain réalisé par John Carpenter et sorti en 2001.
Le film reçoit des critiques globalement très négatives et est un échec au box-office. Il deviendra cependant au fil du temps un film culte,.

## Synopsis
En 2176, Mars est devenue une colonie où vivent quelques milliers de colons qui tentent difficilement de terraformer la planète. Dans ce monde matriarcal, le commandant Helena Braddock (Pam Grier) et le lieutenant Melanie Ballard (Natasha Henstridge) sont envoyées avec leur brigade vers la cité minière de Shining Canyon avec pour mission de mettre la main sur un dangereux criminel, Desolation Williams (Ice Cube), afin de le ramener à la capitale pour y être jugé.
Mais la ville où ils débarquent semble étrangement vide de ses habitants. Pénétrant plus avant dans les locaux de la prison, ils découvrent une poignée de prisonniers et James « Desolation » Williams enfermés dans les cellules. L'un d'entre eux se comporte étrangement, se mutilant et se lacérant la peau. Les couloirs des autres habitations sont jonchés de morceaux de cadavres et décorés de sculptures métalliques à l'aspect barbare et inquiétant.

## Fiche technique
Sauf indication contraire, les informations mentionnées dans cette section peuvent être confirmées par la base de données cinématographiques IMDb,  présente dans la section « Liens externes ».
- Titre français : Ghosts of Mars
- Titre original complet : John Carpenter's Ghosts of Mars
- Titre québécois : Fantômes sur Mars
- Réalisation : John Carpenter
- Scénario : Larry Sulkis et John Carpenter
- Musique : John Carpenter ; chansons d'Anthrax et Buckethead
- Photographie : Gary B. Kibbe (en)
- Montage : Paul C. Warschilka
- Décors : William A. Elliott
- Costumes : Robin Michel Bush
- Production : Sandy King (en)
- Sociétés de production : Screen Gems, Animationwerks et Storm King Productions
- Distribution : Sony Pictures Entertainment (Monde), Screen Gems (États-Unis), CTV International (France)
- Budget : 28 millions de dollars[3]
- Pays de production :  États-Unis
- Langue originale : anglais
- Format : Couleurs - 2,35:1 - DTS / SDDS / Dolby Digital - 35 mm
- Genre : science-fiction, action, horreur
- Durée : 98 minutes
- Dates de sortie[4] : 
  - États-Unis : 24 août 2001
  - France : 21 novembre 2001
  - Belgique : 5 décembre 2001
- Classification[5] :
  - États-Unis : R - Restricted
  - France : interdit aux moins de 12 ans à sa sortie en salles

## Distribution
- Natasha Henstridge (VF : Françoise Cadol) : le lieutenant Melanie Ballard
- Ice Cube (VF : Thierry Desroses) : James « Desolation » Williams
- Jason Statham (VF : Philippe Vincent) : Jericho Butler
- Clea DuVall (VF : Véronique Alycia) : Bashira Kincaid
- Pam Grier (VF : Maïk Darah) : le commandant Helena Braddock
- Joanna Cassidy (VF: Frédérique Tirmont) : Dr Arlene Whitlock
- Richard Cetrone : Big Daddy Mars
- Rosemary Forsyth (VF : Catherine Sola) : l'inquisitrice
- Liam Waite : Michael Descanso
- Duane Davis (VF : Saïd Amadis) : Uno
- Lobo Sebastian : Dos
- Rodney A. Grant : Tres
- Peter Jason : McSimms
- Wanda De Jesus : Akooshay
- Doug McGrath : Benchley
- Robert Carradine : Rodal
- Rex Linn : Yared

## Production

### Genèse et développement
Le script de Ghosts of Mars est écrit dès 1996 et est initialement développé comme le 3e volet des aventures de Snake Plissken, après New York 1997 et Los Angeles 2013,. Intitulé Escape from Mars, l'intrigue était assez proche du film final. Cependant, après l'échec commercial de Los Angeles 2013, le studio ne voulait pas produire cette suite. Le personnage de Snake Plissken est donc rebaptisé James « Desolation » Williams et confié à Ice Cube à la demande du studio.

### Attribution des rôles
Michelle Yeoh, Franka Potente et Famke Janssen sont les premières actrices envisagées pour le rôle de Melanie Ballard, mais elles refusent. Courtney Love est alors choisie, mais elle se blesse à la cheville quelques semaines avant le début du tournage. Elle sera remplacée au pied levé par Natasha Henstridge, après une suggestion de son compagnon de l'époque Liam Waite, qui joue également dans le film.
Avant de pouvoir finalement incarner le personnage de Jericho Butler, Jason Statham devait incarner James « Desolation » Williams, qui fut finalement attribué à Ice Cube.

### Tournage
Le tournage a débuté le 7 août 2000 dans une mine de gypse louée à des indiens Zia Pueblo aux environs d'Albuquerque, au Nouveau-Mexique. La veille, le réalisateur John Carpenter a organisé une prière avec un sorcier indien et toute l'équipe du film. Le tournage a lieu la nuit. Le gypse étant de couleur blanche, il fallait le repeindre tous les jours avec un colorant rouge biodégradable en raison des intempéries. Le reste du tournage s'est déroulé dans d'autres ville de l’État (Rio Rancho, San Ysidro) ainsi qu'à Los Angeles.

### Musique
Albums de John Carpenter
Vampires
(1998) Lost Themes
(2015)
John Carpenter compose lui-même la bande originale avec ses morceaux habituels de synthétiseurs. Par ailleurs, il a aussi invité de nombreux guitaristes de metal célèbres comme le groupe Anthrax, Steve Vai, Buckethead et Robin Finck.
Listes des titres
1. Ghosts of Mars (3:42) - Steve Vai, Bucket Baker & John Carpenter
2. Love Seige (4:37) - Buckethead, Robin Finck, John Carpenter & Anthrax
3. Fight Train (3:16) - Robin Finck, John Carpenter & Anthrax
4. Visions of Earth (4:08) - Elliot Easton & John Carpenter
5. Slashing Void (2:46) - Elliot Easton & John Carpenter
6. Kick Ass (6:06) - Buckethead, John Carpenter & Anthrax
7. Power Station (4:37) - Robin Finck, John Carpenter & Anthrax
8. Can't Let You Go (2:18) - Stone (J.J. Garcia, Brian James & Brad Wilson), John Carpenter, Bruce Robb & Joe Robb
9. Dismemberment Blues (2:53) - Elliot Easton, John Carpenter & Stone
10. Fightin' Mad (2:41) - Buckethead & John Carpenter
11. Pam Grier's Head (2:35) - Elliot Easton, John Carpenter & Anthrax
12. Ghost Poppin’ (3:20) - Steve Vai, Robin Finck, John Carpenter & Anthrax

## Sortie et accueil

### Critique
Le film reçoit des critiques globalement mitigées. Sur Rotten Tomatoes, il n'obtient que 21 % d'opinions favorables. Sur le site français Allociné, Ghosts of Mars obtient une moyenne de 3,4/5 pour 16 titres de presse recensés. Du côté des avis positifs, Bertrand Loutte des Inrockuptibles écrit notamment « avec ce western primitif transposé sur Mars, Carpenter signe un réjouissant film hybride : du Hawks mâtiné de heavy metal ». Dans la revue Urbuz, Vincent Malausa écrit quant à lui « Ce qui rend si beau et si triste Ghosts of Mars, c'est la profonde égalité qui gouverne chacune de ses luttes (...) Le cinéma guerrier de Carpenter est humaniste en ce qu'il donne à voir deux choses : la solitude et la tristesse d'un monde où seule est heureuse la lutte pour la liberté ». Frédéric Bas de Chronic'art écrit « Rien de raffiné dans ce Ghosts of Mars donc, mais une castagne à débat où l'échange des coups (tous permis faut-il le préciser) se veut échange d'arguments sans chi-chi ». Dans Télérama, Aurélien Ferenczi décrit le film comme « une quintessence de série B par un maître malicieux, John Carpenter ». Vincent Ostria de L'Humanité décrit le film comme « assourdissant et routinier » et qui « ressemble la plupart du temps à un clip de hard rock grand-guignolesque (style Marilyn Manson) ».

### Box-office
| Pays ou région    | Box-office      | Date d'arrêt du box-office | Nombre de semaines |
| ----------------- | --------------- | -------------------------- | ------------------ |
| États-Unis Canada | 8 709 640 $     | 20 septembre 2001          | 4                  |
| France            | 409 296 entrées |                            |                    |
| Mondial           | 14 010 832 $    | -                          | -                  |

John Carpenter avouera que l'échec de ce film l'a poussé à s'éloigner de Hollywood. Il ne tournera après cela que le film indépendant The Ward : L'Hôpital de la terreur sorti 10 ans plus tard.

## Distinction
- Nomination au prix du meilleur film lors du Festival international du film de Catalogne en 2001[20].

## Clin d’œil
L'une des répliques de Pam Grier (« Who goes there? » en version originale), fait explicitement référence à une œuvre précédente de Carpenter puisqu'il s'agit du titre de la nouvelle de John W. Campbell dont est inspiré le film The Thing.